# Johann Gottlob Leidenfrost
Johann Gottlob Leidenfrost (27 de novembro de 1715 – 2 de dezembro de 1794) foi um médico alemão e teólogo que descreveu por primeiro o fenômeno científico chamado o Efeito Leidenfrost.

## Vida pessoal

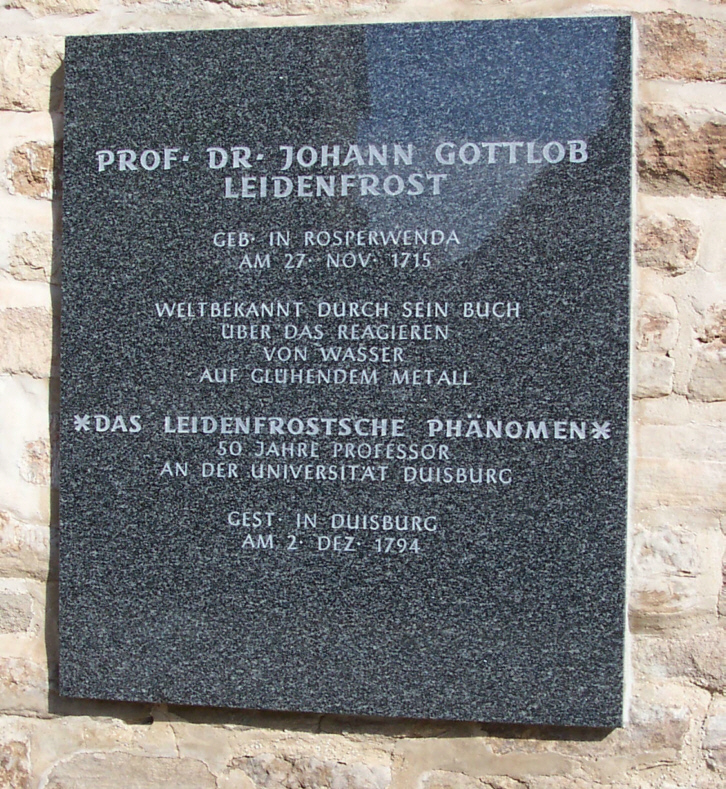
Placa que homenageia o médico/teólogo alemão, inaugurada em 2006.

Johann Gottlob Leidenfrost — nasceu em 27 de novembro de 1715 em Rosperwenda no Condado de Stolberg-Stolberg, Alemanha. Seu pai, Johann Heinrich Leidenfrost, era um pároco local bastante conhecido. Em 1745 ele se casou com Anna Cornelia Kalckhoff — que era de Duisburg. O casal teve sete filhos, incluindo Johann Henrich (1750-1787) e Johanna Ulrike (1752-1819), que mais tarde, tornou-se esposa do teólogo alemão Johann Christian Gottlob Ludwig Krafft (1784-1845). Johann Gottlob Leidenfrost morreu no dia 2 de dezembro de 1794 em Duisburgo. Em 1 de outubro de 2006, uma placa em homenagem J.G. Leidenfrost foi inaugurada no antigo edifício escolar em Rosperwenda. Do pouco se sabe sobre o comportamento de Leidenfrost, contudo, relatos apontam como uma pessoa bastante tímida e introvertida. 

## Carreira
Inicialmente, já por um condicionamento de seu pai, Leidenfrost ingressou no curso de Teologia da Universidade de Giessen. Porém, logo trocou para o curso de medicina na Universidade de Leipzig e Universidade de Halle-Wittenberg. Em 1741, recebeu o prêmio de doutorado com sua tese sobre os movimentos do corpo humano — "On the Harmonious Relationship of Movements in the Human Body". Após a conclusão de seus estudos, Leidenfrost participou como médico de campo no final da Primeira Guerra da Silésia — disputa entre a Prússia e a Áustria para obter o controle da Silésia, região de grande importância industrial.
Voltando do campo de batalha, em 14 de setembro de 1743, recebeu o convite para integrar o corpo docente da faculdade de Medicina da Universidade de Duisburgo. Outra inúmeras proposta foram feitas a ele durante sua trajetória em Duisburgo, porém, manteve-se até o fim de sua vida na universidade. Ele foi por diversas vezes reitor da instituição. Pela primeira vez em 1751, até seu 5.ª mandato em 1781.
Seus interesses foram migrando mais para a Matemática e Física, História, Pedagogia e Filosofia. Além de seu trabalho na universidade, era um médico clínico geral que atraiu pacientes de fora Duisburgo, muito em virtude de suas viagens por conta da guerra. Os reis prussianos expressaram sua boa vontade e ele foi nomeado como membro da Academia de Ciencias de Berlim, em 1756.
Esse fato deveu-se principalmente as publicações de mais de setenta artigos, todos relatados em "De Aquae Communis Nonnullis Qualitatibus Tractatus" — Um Tratado Sobre Algumas Qualidades de Água Comum. Sua obra foi publicada em Latim e somente foi traduzida em 1965, não tendo muita divulgação. Entretanto, seu nome foi associado ao fenômeno. Outros reconhecimentos vieram, como em 1758, tornando-se membro estrangeiro da Academia de Ciencias da Prússia. 
Em 1793, marcando o 50 anos de serviços prestados na Universidade de Duisburgo, uma medalha comemorativa de prata com o seu rosto foi emitida para sua homenagem. Seu nome está imortalizado em sua investigação sobre o que hoje é chamado de Efeito Leidenfrost, no aspecto de ebulição que deve ser levado em conta na busca de diversas áreas como Criogenia, Astrofísica e Cosmologia, Espectroscopia de Massa e do controle de temperatura de dispositivos eletrônicos.

### Efeito Leidenfrost
Quando uma gota de líquido é depositada sobre um sólido quente, na temperatura próxima da temperatura de ebulição do líquido, a gota ferve e rapidamente desaparece. Mas se a temperatura do sólido for muito maior do que o ponto de ebulição, não haverá mais o contato inicial direto com a superfície do sólido, pois a gota ficará sob sua própria camada de vapor.
Isto se deve a interface líquido/vapor próxima à superfície ser empurrada pela pressão de vapor antes de entrar em contato com a superfície superaquecida. Devido às propriedades isolantes deste filme, ou camada, a evaporação é lenta. Além disso, a ausência de contato entre o líquido e o sólido impede a formação de bolhas, de modo que esta não entrará em ebulição.

### Principais obras
- On the Harmonious Relationship of Movements in the Human Body (1741);
- De Aquae communis nonnullis qualitatibus (1756);
- Opuscula físico-chemica et medica (1797-1798);